# Asperitas

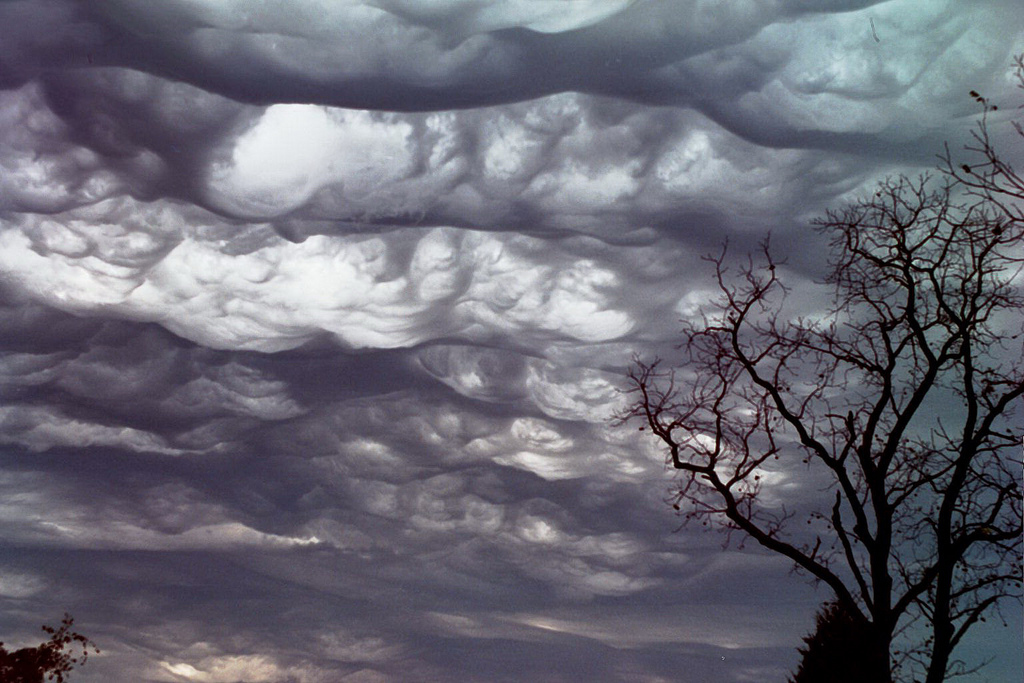
Nuvens asperitas vistas em Cape Girardeau, Missouri.

Asperitas (anteriormente conhecida como Undulatus asperatus) é uma formação de nuvem popularizada e proposta como um tipo de nuvem, em 2009, por Gavin Pretor-Pinney da Cloud Appreciation Society. Adicionado ao Atlas Internacional das Nuvens em março de 2017, é a primeira formação de nuvens adicionada desde a cirrus intortus em 1951. O nome traduz aproximadamente "rugosidade".
As nuvens estão intimamente relacionadas com nuvens altostratus undulatus. Embora pareçam escuras e torrenciais, quase sempre se dissipam sem que se formem tempestades. As nuvens de aparência ameaçadora têm sido particularmente comuns nas Grandes Planícies dos Estados Unidos, muitas vezes durante a manhã ou às horas do meio-dia após a atividade de tempestade convectiva. Em junho de 2009, a Royal Meteorological Society está coletando evidências do tipo de padrões climáticos em que aparecem as nuvens asperitas, de modo a estudar como elas se formam e decidir se elas são distintas de outras nuvens undulatus.

## História das observações
Margaret LeMone, especialista em nuvens do Centro Nacional de Pesquisas Atmosféricas, tirou fotos de nuvens asperatus há 30 anos e considera-as, em suas próprias palavras, um novo tipo de nuvem.
Em 20 de junho de 2006, Jane Wiggins tirou uma foto de nuvens de asperatus da janela de um prédio de escritórios em Cedar Rapids, Iowa. Em março de 2009, Chad Hedstroom tirou uma foto de nuvens asperatus de seu carro perto da Greenville Ave em Dallas, Texas. Logo após o registro, Wiggins emitiu sua imagem de Cedar Rapids à Cloud Appreciation Society, que a indicou em sua galeria da imagens. A fotografia de Wiggins foi afixada no site da National Geographic Society em 4 de junho de 2009. Em 23 de julho de 2013, Janet Salsman os fotografou ao longo da Costa Sul de Nova Escócia, no Canadá. Em 28 de outubro de 2013, uma camada de nuvem asperitas formada sobre Tuscaloosa, Alabama. Uma das formações as mais dramáticas foi capturada por Witta Priester na Nova Zelândia em 2005. A foto foi afixada pela NASA como a imagem astronômica do dia.
Desde 2006, muitas formações de nuvens semelhantes têm sido contribuídas para a galeria e, em 2009, Gavin Pretor-Pinney, fundador da The Cloud Appreciation Society, começou a trabalhar com a Royal Meteorological Society para promover o tipo de nuvem como algo inteiramente novo.